# Dipoenata
Dipoenata — рід аранеоморфних павуків родини павуків-тенетників (Theridiidae). Відомо 5 видів.

## Види
- Dipoenata balboae (Chickering, 1943) — Панама, Венесуела
- Dipoenata cana Kritscher, 1996 — Мальта
- Dipoenata conica (Chickering, 1943) — Панама, Бразилія
- Dipoenata longitarsis (Denis, 1962) — Мадейра
- Dipoenata morosa (Bryant, 1948) — Гаїті, Бразилія